# Blepharo-Naso-Faziales Syndrom
Das Blepharo-naso-faziale Syndrom ist eine sehr seltene angeborene Erkrankung mit einer Kombination aus Fehlbildungen an den Augen, der Nase und des Gesichtes.
Synonyme sind: Pashayan-Syndrom; Pashayan-Pruzansky-Syndrom
Die Namensbezeichnungen beziehen sich auf die Erstautorin bzw. Erstautoren der Erstbeschreibung aus dem Jahre 1973 durch Hermine Pashayan, Samuel Pruzansky und Allen Putterman.

## Vorkommen und Ursache
Die sehr seltene Erkrankung  tritt unter 1 zu 1 Million auf und kann autosomal oder x-chromosomal-dominant vererbt werden. Bislang wurde nur über wenige betroffene Familien berichtet. Die Ursache ist bislang nicht bekannt.

## Klinische Erscheinungen
Klinische Merkmale sind:
- Geistiger Behinderung
- Telekanthus, maskenartiges Gesicht, dicke Nase, breiter Nasenrücken
- Tränengangsobstruktion
- Torsionsdystonie
- antimongoloider Lidachse

Zusätzlich können Extremitätenfehlbildungen auftreten.
Differentialdiagnostisch abzugrenzen ist das Nablus-mask-like-facial-Syndrom.

## Van-Maldergem-Syndrom
Als Untergruppe des Blepharo-Naso-Fazialen Syndromes wurde das Zerebro-fazio-artikuläre Syndrom (Van-Maldergem-Syndrom oder Van-Maldergem–Wetzburger–Verloes-Syndrom) beschrieben. Hier konnten Mutationen im DCHS1-Gen auf Chromosom 11 Genort p15.4 nachgewiesen werden.